# الدوري المالطي الممتاز 2000–01
الدوري المالطي الممتاز 2000–01 (بالإنجليزية: 2000–01 Maltese Premier League)‏ هو موسم من الدوري المالطي الممتاز. فاز فيه نادي فاليتا.